# روفوس سيويل
روفوس سيويل (بالإنجليزية: Rufus Sewell)‏ (و. 1967  م) هو ممثل تلفزي، وممثل أفلام، وممثل مسرحي بريطاني، ولد في تويكنهام.

## التعليم
تعلم في المدرسة المركزية للخطابة والدراما ‏.

## جوائز وترشيحات
حصل على جوائز منها:
- جائزة المسرح العالمي (1995)[8]
- جائزة لورنس أوليفيه.

ترشح لـ:
- جائزة توني لأفضل ممثل في مسرحية  [لغات أخرى]‏ (2008).

## وصلات خارجية
- روفوس سيويل على موقع IMDb (الإنجليزية)
- روفوس سيويل على موقع روتن توميتوز (الإنجليزية)
- روفوس سيويل على موقع مونزينجر (الألمانية)
- روفوس سيويل على موقع ألو سيني (الفرنسية)
- روفوس سيويل على موقع ميوزك برينز (الإنجليزية)
- روفوس سيويل على موقع أول موفي (الإنجليزية)
- روفوس سيويل على موقع بوكس أوفيس موجو (الإنجليزية)
- روفوس سيويل على موقع قاعدة بيانات برودواي على الإنترنت (الإنجليزية)
- روفوس سيويل على موقع قاعدة بيانات الأفلام السويدية (السويدية)
- روفوس سيويل على موقع إن إن دي بي (الإنجليزية)